# Julian Leow Beng Kim
Julian Leow Beng Kim (n. Seremban, Negeri Sembilan, Malasia, 3 de enero de 1964) es un religioso, historiador del cristianismo y profesor malasio. Tras ser nombrado por el Papa Francisco, desde el 6 de octubre de 2014 es el 4º Arzobispo Metropolitano de Kuala Lumpur, actualmente en el cargo.

## Biografía
Nacido el día 3 de enero de 1964 en la ciudad malasia de Seremban, capital del Estado de Negeri Sembilan.
Hizo sus estudios de primaria y de secundaria en el Instituto San Pablo de su ciudad natal. Luego se trasladó hacia Australia para obtener una licenciatura por la Universidad de Nueva Gales del Sur (UNSW) en Sídney. 
Después de licenciarse en 1989, comenzó a trabajar en el sector privado durante unos tres años, hasta que más tarde descubrió su vocación religiosa y entonces tomó la decisión de estudiar durante los próximos siete años siguientes en el Colegio Seminario Mayor de Penang.
Finalmente fue ordenado sacerdote el día 20 de abril de 2002 e inició su ministerio pastoral como pastor asistente en la Parroquia de la Visitación en su ciudad natal. Dos años más tarde fue designado párroco de la Iglesia de la Sagrada Familia en Kajang, hasta 2007 que se marchó a Roma (Italia) durante unos años, para graduarse en Historia del cristianismo por la Pontificia Universidad Gregoriana.
A su regreso a Malasia en 2010, pasó a ejercer de profesor y decano del Colegio Seminario Mayor de Penang, en el cual realizó su formación eclesiástica.
Ya el 3 de julio de 2014, ascendió al episcopado, cuando Su Santidad el Papa Francisco le nombró como nuevo Arzobispo Metropolitano de la Arquidiócesis de Kuala Lumpur, en sucesión de "Monseñor" Murphy Nicholas Xavier Pakiam quien presentó su renuncia.
Además de escoger su escudo, como lema se puso la frase: "Integrity and tenderness" - (en inglés); "Integridad y Ternura".
Tomó posesión oficial y recibió la consagración episcopal durante una eucaristía especial que tuvo lugar el día 6 de octubre de ese mismo año, en la Catedral de San Juan de Kuala Lumpur. Su consagrante principal fue el entonces Arzobispo Metropolitano de Kuching y Presidente de la Conferencia Episcopal del país "Monseñor" John Ha Tiong Hock. Y sus co-consagrantes fueron su predecesor en este cargo "Monseñor" Murphy Nicholas Xavier Pakiam y el Cardenal malasio "Monseñor" Anthony Soter Fernandez.
Él junto a 45 arzobispos más procedentes de todo el mundo, recibió el palio a manos del papa durante la Solemnidad de San Pedro y San Pablo celebrada el 29 de junio de 2015 en la Basílica de San Pedro de la Ciudad del Vaticano.